# Melipotis ochreifascia
Melipotis ochreifascia là một loài bướm đêm trong họ Erebidae.